# City Hunter: Goodbye My Sweetheart
City Hunter : Goodbye My Sweetheart (シティーハンタースペシャル　グッドバイ・マイ・スイート・ハート, Shitī Hantā Guddo bai mai suīto hāto) est un téléfilm d'animation japonais réalisé par Kazuo Yamazaki, et Kenji Kodama, diffusé en avril 1997 au Japon, basé sur le manga City Hunter. Le film est précédé par City Hunter : Services secrets (1996) et suivi par City Hunter : La Mort de City Hunter (1999).

## Synopsis
Ryô Saeba est engagée par Emily, une jeune actrice, pour rechercher son frère. Le seul indice qu'elle a est une photo de famille de quand elle était petite. Lorsqu'ils se rendent à l'appartement d'Emily, un homme armé d'origine japonaise venu d'Europe tente d'attaquer Ryô et Emily. Ce tireur s'appelle Mutoh, mieux connu sous le nom du Professeur. La première chose qu'il fait à son arrivée dans le pays est de libérer et de recruter un meurtrier et un expert en bombes. Son objectif est de tuer Ryô, car lorsqu'il était à la guerre, tout le monde disait qu'il était le numéro un.
Le frère d'Emily la contacte avec un bouquet de roses noires et lui donne rendez-vous au parc d'attractions. Une fois les trois réunis, Ryô l'accompagne, il révèle son identité et annonce qu'il essaierait de tuer Ryô. Quelques jours plus tard, Emily monte à bord d'une nouvelle ligne de train en tant que conductrice lors de son inauguration. Le professeur les prévient qu'il a placé des bombes dans tout le quartier de Shinjuku et exige une rançon de 10 milliards de yens. Pendant ce temps, les compagnons de Ryô localisent les bombes et découvrent quel est le détonateur : le train d'Emily. Ryô doit alors aller sauver Emily et sa partenaire Kaori et désactiver la bombe avant que le train ne fasse deux tours de la ville et ne fasse exploser tout Shinjuku.

## Distribution notable
- Ryô Saeba : Vincent Ropion

## Accueil
Le téléfilm est salué pour la qualité de son doublage en anglais, mais critiqué pour avoir changé les noms des personnages. 

## Produits dérivés
En France, le film est publié en édition collector en 2006, puis en un coffret DVD par Dybex,.